# Lil’ Dap
Lil’ Dap (* in Brooklyn, New York; bürgerlich James Heath) ist ein US-amerikanischer Rapper und Produzent.

## Leben
Seine erste Veröffentlichung erfolgte auf Gang Starrs Daily Operation mit dem Track I’m The Man in dem Jahr 1992, damals noch unter dem Pseudonym Little Dap. Zusammen mit Melachi the Nutcracker wirkte er auf dem 1994 erschienenen Gang-Starr-Album Hard to Earn auf den Tracks Speak Ya Clout und Words from the Nutcracker mit.
1993 erschien die erste Zusammenarbeit mit DJ Premier auf dem Gang Starr Foundation Sampler. Die erste Single wurde Supa Star 1994. Das offizielle Group-Home-Debüt Livin' Proof folgte 1995. Das Duo veröffentlichte sein zweites Album A Tear for the Ghetto im Jahr 1999. In den nächsten Jahren machten sich sowohl Group Home als auch Lil’ Dap rar.
2008 erschien dann über das Label Babygrande sein Soloalbum I-A-DAP. Die Beats stammen unter anderem von Large Professor, DJ Skizz und The Alchemist. Als Features sind Big Noyd, Guru, Twin von Infamous Mobb sowie Melachi the Nutcracker vertreten. Musikalisch handelt es sich um Eastcoast-Hip-Hop aus der Goldenen Ära der 1990er Jahre.

## Diskografie
Alben
- 2008: I-A-Dap (Babygrande Records)

Singles
- 1998: The Way It Iz (12’’ mit Guru und Kai:Bee)
- 2001: Get It, Get It (12’’ Chronowax)
- 2001: Brooklyn Zoo/Ghetto Love (12’’, Chronowax)
- 2004: Fast cars / Baby Mama Drama (12’’, Unique Distributor)
- 2013: Real MC’s / Guru Cash Flow (7’’, Boro Records)
- 2014: Code of Silence (12’’, King Underground Records)

Mit Group Home
- siehe Group Home#Diskografie

Featurings
- 1992: I’m the Man auf Daily Operation von Gang Starr
- 1994: Speak Ya Clout auf Hard to Earn von Gang Starr
- 1999: Bitchez Wit DikzÄÄ auf heroz 4 Hire von Supahuman Klik
- 1999: Rich Get Rich auf dem Sampler No More Prisons
- 1999: Game’s Givin auf Little Haiti Stories von Zoe Pound
- 2002: About Me auf (The Story of) Espion von DJ Mehdi
- 2003: Thieves in da Nite (Heist) auf The Book of Shabazz (Hidden Scrollz) von Shabazz the Disciple
- 2004: Welcome 2 Reality auf Conversations with Dudley von Declaime
- 2008: Straight BK auf The Cutting Room Floor 2 von The Alchemist
- 2008: RuDopeDap-N-Noyd Pt.2 auf Main Source von Large Professor
- 2008: Brooklyn NY auf Fear of a Green Planet von Pachecos
- 2011: Glatte Straßen auf Antikörper von Later